# Hendrik Fischer
Hendrik Fischer (* 17. Dezember 1961 in Köthen) ist ein deutscher politischer Beamter (SPD). Er ist seit 2024 Staatssekretär im Ministerium für Bildung, Jugend und Sport des Landes Brandenburg. Von 2014 bis 2019 war er Staatssekretär im Ministerium für Wirtschaft und Energie des Landes Brandenburg sowie von 2019 bis 2024 im Ministerium für Wirtschaft, Arbeit und Energie des Landes Brandenburg.

## Leben
Fischer wuchs in Wittenberge auf. Nach dem Besuch der Pädagogischen Hochschule Potsdam (1983–1991) übte Fischer zwischen 1991 und 2008 verschiedene Tätigkeiten im Ministerium für Arbeit, Soziales, Frauen und Familie des Landes Brandenburg aus. 2008 wechselte er in die Staatskanzlei des Landes Brandenburg, wo er bis 2014 u. a. als Referatsleiter Wirtschaft und stellvertretender Abteilungsleiter Regierungsplanung, Koordinierung tätig war.
Am 6. November 2014 wurde Hendrik Fischer auf Vorschlag von Minister Albrecht Gerber zum Staatssekretär des Ministeriums für Wirtschaft und Energie des Landes Brandenburg im Kabinett Woidke II berufen. Er wurde Nachfolger von Henning Heidemanns. Im Zuge der Bildung des Kabinetts Woidke III wurde er von Minister Jörg Steinbach zum Staatssekretär im neu gebildeten Ministerium für Wirtschaft, Arbeit und Energie des Landes Brandenburg berufen. Im Zuge der Bildung des Kabinetts Woidke IV wurde er am 11. Dezember 2024 als Staatssekretär in das Ministerium für Bildung, Jugend und Sport des Landes Brandenburg versetzt.
Fischer ist verheiratet und Vater von zwei Kindern.